# Discografia di Nitro
La discografia di Nitro, rapper italiano, è costituita da cinque album in studio e oltre venti singoli, pubblicati tra il 2010 e il 2025, a cui si aggiungono oltre venti video musicali e svariate collaborazioni con altri artisti.

## Album in studio
| Anno | Titolo | Classifiche | Certificazioni     |
| Anno | Titolo | ITA         | Certificazioni     |
| ---- | --- | ----------- | ------------------ |
| 2013 | Danger - Pubblicazione: 16 luglio 2013 - Etichetta: Machete Empire Records, Sony Music - Formati: CD, download digitale    | 4           | - ITA: Oro         |
| 2015 | Suicidol - Pubblicazione: 26 maggio 2015 - Etichetta: Machete Empire, Sony - Formati: CD, LP, download digitale, streaming | 4           | - ITA: Platino (2) |
| 2018 | No Comment - Pubblicazione: 12 gennaio 2018 - Etichetta: Machete Empire, Sony - Formati: CD, download digitale, streaming  | 1           | - ITA: Platino     |
| 2020 | GarbAge - Pubblicazione: 6 marzo 2020 - Etichetta: Arista - Formati: CD, LP, download digitale, streaming                  | 1           | - ITA: Oro         |
| 2023 | Outsider - Pubblicazione: 7 aprile 2023 - Etichetta: Arista - Formati: CD, LP, download digitale, streaming                | 3           |                    |

## Mixtape
| Anno | Titolo                                                                                                  |
| ---- | --- |
| 2010 | Born2Burn Mixtape (con Moova) - Pubblicato: 2010 - Etichetta: indipendente - Formati: download digitale |

## Singoli

### Come artista principale
| Anno                                                                          | Titolo                           | Classifiche | Certificazioni     | Album di provenienza   |
| Anno                                                                          | Titolo                           | ITA         | Certificazioni     | Album di provenienza   |
| ----------------------------------------------------------------------------- | -------------------------------- | ----------- | ------------------ | ---------------------- |
| 2013                                                                          | Back Again                       | —           |                    | Danger                 |
| 2015                                                                          | Rotten                           | —           | - ITA: Platino     | Suicidol               |
| 2015                                                                          | Sassi e diamanti                 | —           | - ITA: Oro         | Suicidol               |
| 2015                                                                          | Pleasantville                    | —           | - ITA: Platino (2) | Suicidol               |
| 2016                                                                          | Stronzo pt. 2                    | —           |                    | Suicidol - Post Mortem |
| 2016                                                                          | Solo quando bevo                 | —           |                    | Suicidol - Post Mortem |
| 2017                                                                          | Buio Omega                       | 40          |                    | No Comment             |
| 2018                                                                          | Ho fatto bene                    | 33          |                    | No Comment             |
| 2018                                                                          | Chairaggione (feat. Salmo)       | 11          | - ITA: Oro         | No Comment             |
| 2018                                                                          | Lucifero                         | 75          |                    | /                      |
| 2019                                                                          | Marylean (con Salmo e Marracash) | 3           | - ITA: Platino (2) | Machete Mixtape 4      |
| 2020                                                                          | Saturno                          | 27          |                    | GarbAge                |
| 2020                                                                          | Schiacciacuore (con Nina Zilli)  | —           |                    | /                      |
| 2020                                                                          | Ossigeno (feat. Vegas Jones)     | 53          |                    | GarbAge Evilution      |
| 2023                                                                          | Control                          | —           |                    | Outsider               |
| 2023                                                                          | Outsider                         | —           |                    | Outsider               |
| 2023                                                                          | Ti direi                         | —           |                    | Outsider               |
| 2023                                                                          | Too Late (con Madame)            | 29          | - ITA: Oro         | Outsider               |
| 2024                                                                          | Per un paio di dollari           | —           |                    | /                      |
| 2024                                                                          | Rotten 2                         | —           |                    | /                      |
| 2025                                                                          | Scappa                           | —           |                    | /                      |
| "—" indica una pubblicazione non classificata o non pubblicata in quel Paese. |                                  |             |                    |                        |

### Come artista ospite
| Anno                                                                          | Titolo                                                   | Classifiche | Certificazioni | Album di provenienza |
| Anno                                                                          | Titolo                                                   | ITA         | Certificazioni | Album di provenienza |
| ----------------------------------------------------------------------------- | -------------------------------------------------------- | ----------- | -------------- | -------------------- |
| 2017                                                                          | MOB (Lazza feat. Salmo e Nitro)                          | 34          | - ITA: Platino | Zzala                |
| 2019                                                                          | Certi giorni (Ernia feat. Nitro)                         | 42          | - ITA: Platino | 68 (Till the End)    |
| 2019                                                                          | Fuck'd Up (Big Fish feat. Tormento, Nerone e Nitro)      | —           |                | /                    |
| 2020                                                                          | Mama (Gemitaiz feat. Nitro)                              | 4           | - ITA: Platino | QVC9                 |
| 2021                                                                          | Un sec (Nerone feat. Nitro e Gemitaiz)                   | —           |                | Maxtape              |
| 2021                                                                          | No Stick (Icon808 feat. Nicola Siciliano, Nitro e Braco) | —           |                | /                    |
| 2023                                                                          | Da solo (Vegas Jones feat. Nitro e Nayt)                 | —           |                | Jones                |
| "—" indica una pubblicazione non classificata o non pubblicata in quel Paese. |                                                          |             |                |                      |

## Altri brani entrati in classifica
| Anno | Titolo                                                         | Classifiche | Certificazioni | Album di provenienza |
| Anno | Titolo                                                         | ITA         | Certificazioni | Album di provenienza |
| ---- | -------------------------------------------------------------- | ----------- | -------------- | -------------------- |
| 2016 | Title? (Salmo feat. Nitro e Axos)                              | 39          | - ITA: Oro     | Hellvisback Platinum |
| 2018 | Infamity Show                                                  | 41          |                | No Comment           |
| 2018 | Last Man Standing                                              | 54          |                | No Comment           |
| 2018 | V!olence                                                       | 51          |                | No Comment           |
| 2018 | OK Corral (feat. MadMan)                                       | 30          |                | No Comment           |
| 2018 | DM                                                             | 74          |                | No Comment           |
| 2018 | N.V.M.L. (feat. Dani Faiv)                                     | 58          |                | No Comment           |
| 2018 | San Junipero I                                                 | 67          |                | No Comment           |
| 2018 | San Junipero II                                                | 68          |                | No Comment           |
| 2018 | Passepartout (feat. Lazza)                                     | 35          |                | No Comment           |
| 2018 | Horror vacui                                                   | 69          |                | No Comment           |
| 2020 | GarbAge                                                        | 26          |                | GarbAge              |
| 2020 | Cicatrici                                                      | 54          |                | GarbAge              |
| 2020 | Okay?! (feat. Lazza)                                           | 19          |                | GarbAge              |
| 2020 | No Privacy/No Caption Needed (feat. Joan Thiele)               | 58          |                | GarbAge              |
| 2020 | Avvoltoi (feat. Fabri Fibra)                                   | 32          |                | GarbAge              |
| 2020 | Rap Shit (feat. Thasup & Gemitaiz)                             | 10          | - ITA: Oro     | GarbAge              |
| 2020 | Wormhole                                                       | 43          |                | GarbAge              |
| 2020 | MurdaMurdaMurda (feat. Ocean Wisdom, Ward 21 & Victor Kwality) | 60          |                | GarbAge              |
| 2020 | Come non detto (feat. Dani Faiv)                               | 47          |                | GarbAge              |
| 2020 | Gostoso (feat. Giaime)                                         | 53          |                | GarbAge              |
| 2020 | Blood (feat. Doll Kill)                                        | 61          |                | GarbAge              |
| 2020 | Libellule                                                      | 50          |                | GarbAge              |

## Collaborazioni
| Anno | Artista | Titolo                         | Album di provenienza          |
| ---- | --- | ------------------------------ | ----------------------------- |
| 2012 | Fabri Fibra feat. Nitro                                                                                                | Felice per me                  | Casus belli EP                |
| 2013 | Enigma, Salmo, Nitro, El Raton e The Strangers                                                                         | Try or Die                     | Machete Mixtape Vol II        |
| 2013 | Nitro, DJ Slait, The Orthopedic                                                                                        | We Takin' It Back              | Machete Mixtape Vol II        |
| 2013 | Nitro, DJ Shocca, Enigma e Bassi Maestro                                                                               | Ego Trap                       | Machete Mixtape Vol II        |
| 2013 | Enigma, El Raton, Nitro e The Orthopedic                                                                               | Ganja Boat (Charlie Skit)      | Machete Mixtape Vol II        |
| 2013 | El Raton, Nitro, Enigma e Jack the Smoker                                                                              | Machete Warriors               | Machete Mixtape Vol II        |
| 2013 | Nitro, El Raton, Tké e Squarta                                                                                         | Sei meglio tu                  | Machete Mixtape Vol II        |
| 2013 | Nitro, Enigma, El Raton, Raige, Clementino e The Orthopedic                                                            | Ready for War                  | Machete Mixtape Vol II        |
| 2013 | Rocco Hunt, Enigma, Nitro, Primo e Denny the Cool                                                                      | Grindalo                       | Machete Mixtape Vol II        |
| 2013 | El Raton, Nitro e Frenetik Beat                                                                                        | Hollywood                      | Machete Mixtape Vol II        |
| 2013 | Nitro e The Strangers                                                                                                  | Jack e Sally                   | Machete Mixtape Vol II        |
| 2013 | Salmo feat. Nitro | Space Invaders                 | Midnite                       |
| 2013 | Bassi Maestro feat. Nitro                                                                                              | One More Chance                | Guarda in cielo               |
| 2013 | Nerone feat. Nitro | Lasciami solo                  | Numero zero EP                |
| 2013 | Fritz da Cat feat. Gué Pequeno, Nitro e MadMan                                                                         | Never                          | Fritz                         |
| 2014 | Rocco Hunt feat. Gemitaiz, MadMan e Nitro                                                                              | The Show                       | 'A verità                     |
| 2014 | Deleterio feat. Nitro                                                                                                  | Una settimana d'addio          | Dadaismo                      |
| 2014 | Enigma feat. El Raton e Nitro                                                                                          | Jumperz                        | Foga                          |
| 2014 | The Night Skinny feat. Jack the Smoker, Clementino, Gemitaiz & Nitro                                                   | La testa gira                  | Zero Kills                    |
| 2014 | The Night Skinny feat. Nitro                                                                                           | Wes Craven                     | Zero Kills                    |
| 2014 | Salmo e Nitro | Da Hardcore Wilder             | Machete Mixtape III           |
| 2014 | Salmo, Nitro e Enigma                                                                                                  | Crudité                        | Machete Mixtape III           |
| 2014 | Fabri Fibra e Nitro | Doggy Style                    | Machete Mixtape III           |
| 2014 | Salmo, Skits Vicious e Nitro                                                                                           | Stanley Kubrick                | Machete Mixtape III           |
| 2014 | Salmo, Nitro e Jack the Smoker                                                                                         | Non sopporto                   | Machete Mixtape III           |
| 2014 | Enigma e Nitro | Au revoir                      | Machete Mixtape III           |
| 2014 | Clementino, Salmo, Jack the Smoker e Nitro                                                                             | Purple Haze                    | Machete Mixtape III           |
| 2014 | MadMan, Nitro, Rocco Hunt, Salmo, Bassi Maestro, El Raton, Enigma, Noyz Narcos, Rasty Kilo, Gemitaiz e Jack the Smoker | Battle Royale                  | Machete Mixtape III           |
| 2015 | Dope D.O.D feat. Nitro                                                                                                 | Bad Taste                      | The Ugly EP                   |
| 2015 | 16 Barre feat. Nitro & DJ MS                                                                                           | S.S.S.P.                       | Pyramid                       |
| 2015 | Fabri Fibra feat. Nitro & Salmo                                                                                        | Dexter                         | Squallor                      |
| 2015 | Nex Cassel & Nitro | Patti chiari                   | BV2                           |
| 2015 | Kill Mauri feat. Nitro                                                                                                 | 'Mpaya Swag                    | Buonanotte Giacomino vol. 4   |
| 2016 | Jack the Smoker feat. Nitro                                                                                            | F*ck Fame                      | Jack uccide                   |
| 2016 | Fabri Fibra feat. Nitro                                                                                                | Vaffan***o scemo (Yazee Remix) | Tradimento 10 anni - Reloaded |
| 2016 | Salmo feat. Nitro e Axos                                                                                               | Title?                         | Hellvisback Platinum          |
| 2016 | Vegas Jones feat. Nitro                                                                                                | Trankilo                       | Chic Nisello                  |
| 2016 | MadMan feat. Nitro e Pedar Poy                                                                                         | Baby Blue RMX                  | MM volume 2 Mixtape           |
| 2016 | Gemitaiz feat. Pedar Poy, MadMan & Nitro                                                                               | Come On Baby                   | QVC7                          |
| 2017 | Bassi Maestro feat. Nitro & Cricca Dei Balordi                                                                         | Prendi tutto                   | Mia maestà                    |
| 2017 | Nerone feat. Nitro | Non so più chi sei             | Max                           |
| 2017 | Warez, Nerone & Nitro                                                                                                  | Cazzo credi freestyle          | Digital Jungle Mixtape        |
| 2018 | Salmo feat. Nitro | Dispovery Channel              | Playlist                      |
| 2018 | Shade feat. Nitro | Le cose peggiori               | Truman                        |
| 2018 | Warez feat. Nitro | Casa free                      | /                             |
| 2019 | Dani Faiv feat. Nitro                                                                                                  | Pollo RMX                      | Fruit Joint + Gusto           |
| 2019 | Tedua, Tha Supreme & Nitro                                                                                             | No Way                         | Machete Mixtape 4             |
| 2019 | Dani Faiv, Salmo & Nitro                                                                                               | FQCMP                          | Machete Mixtape 4             |
| 2019 | Jack the Smoker & Nitro                                                                                                | Skit Freestyle                 | Machete Mixtape 4             |
| 2019 | Dani Faiv, Nitro & Jack the Smoker                                                                                     | Machete Bo$$                   | Machete Mixtape 4             |
| 2019 | Tha Supreme feat. Nitro                                                                                                | 6itch Remix                    | 23 6451                       |
| 2019 | Subsonica feat. Nitro                                                                                                  | Colpo di pistola               | Microchip temporale           |
| 2019 | Salmo feat. Lazza, Dani Faiv e Nitro                                                                                   | Charles Manson (buon Natale 2) | Playlist Live                 |
| 2020 | Dani Faiv feat. Lazza, Nitro, Hell Raton e Jack the Smoker                                                             | Machete Mob                    | Scusate                       |
| 2020 | Jack the Smoker feat. Nitro                                                                                            | Che si fa?                     | Ho fatto tardi                |
| 2020 | Slait, Young Miles & Low Kidd feat. Nitro, Fabri Fibra e Jake La Furia                                                 | 5G                             | Bloody Vinyl 3                |
| 2020 | Highsnob feat. Nitro                                                                                                   | Balaclava                      | Yang                          |
| 2020 | Nicola Siciliano feat. Nitro                                                                                           | Collane                        | Napoli 51                     |
| 2021 | Nex Cassel feat. Nitro                                                                                                 | Slow Food                      | Vera pelle                    |
| 2021 | Speranza feat. Nitro                                                                                                   | Solo                           | L'ultimo a morire (deluxe)    |
| 2021 | Loredana Bertè feat. Nitro                                                                                             | Florida                        | Manifesto                     |
| 2022 | Rayan e Intifaya feat. Nitro                                                                                           | Boulevard of Broken Kids       | Dark Days                     |
| 2023 | DJ Shocca feat. Inoki e Nitro                                                                                          | Il resto è storia              | Sacrosanto                    |
| 2023 | Ensi e Nerone feat. Nitro, Fabri Fibra, Jake La Furia e Gemitaiz                                                       | Six Pack                       | Brava gente                   |
| 2023 | Il Tre feat. Nitro e Enzo Dong                                                                                         | Coolin Break                   | Invisibili                    |
| 2024 | Stabber feat. Noemi e Nitro                                                                                            | Black & Blue                   | Trueno                        |
| 2024 | Dani Faiv feat. Enri e Nitro                                                                                           | Esiste o no                    | Ultimo piano B                |
| 2024 | Em feat. Nitro | Goddamn                        | Gris gris                     |
| 2025 | Sir Prodige feat. Nitro                                                                                                | Riflettori                     | Luce                          |
| 2025 | Nerone feat. Nitro e Jack the Smoker                                                                                   | Che palle                      | Penkiller                     |
| 2025 | DJ Shocca feat. Ele A e Nitro                                                                                          | Baggy                          | 60 Hz II                      |
| 2025 | Radical feat. Nitro e 18K                                                                                              | Mai abbastanza!                | Punkstar                      |

## Videografia

### Video musicali
| Anno | Titolo                                        | Regista/i                          |
| ---- | --------------------------------------------- | ---------------------------------- |
| 2012 | MTV Spit Mixtape                              | Andrea Folino                      |
| 2013 | We Takin' It Back                             | Andrea Folino                      |
| 2013 | One More Chance (Bassi Maestro feat. Nitro)   | Andrea Folino                      |
| 2013 | Danger                                        | Alberto Salvucci                   |
| 2013 | Back Again                                    | Mirko De Angelis                   |
| 2013 | Family Affair                                 | Alberto Salvucci                   |
| 2013 | Space Invaders (Salmo feat. Nitro)            | Jacopo Rondinelli, Victor Togliani |
| 2014 | Ganja Boat (con El Raton e Enigma)            | Mirko De Angelis                   |
| 2014 | Una settimana d'addio (Deleterio feat. Nitro) | Mirko De Angelis                   |
| 2014 | Non sopporto (con Salmo e Jack the Smoker)    | YouNuts!                           |
| 2015 | Phil De Payne                                 | YouNuts!                           |
| 2015 | Enfant terrible                               | Corrado Perria, Andrea Folino      |
| 2015 | Rotten                                        |                                    |
| 2015 | Sassi e diamanti                              | Mirko De Angelis                   |
| 2015 | Storia di un defunto artista                  |                                    |
| 2015 | Pleasantville                                 | Mauro Russo                        |
| 2016 | Stronzo pt. 2                                 | Mauro Russo                        |
| 2016 | Solo quando bevo                              | Corrado Perria, Andrea Folino      |
| 2016 | VLLBLVCK                                      | Mauro Russo                        |
| 2016 | F.P.S.                                        | Andrea Folino, Corrado Perria      |
| 2017 | Trankilo (Vegas Jones feat. Nitro)            | Enea Colombi                       |
| 2017 | MOB (Lazza feat. Salmo e Nitro)               | Andrea Folino                      |
| 2017 | Buio Omega                                    | Igor Grbesic, Marc Lucas           |
| 2018 | Infamity Show                                 | YouNuts!                           |
| 2018 | Ho fatto bene                                 | Druga                              |
| 2018 | Chairaggione (feat. Salmo)                    | Andrea Folino                      |
| 2021 | Animalz                                       | Andrea Folino                      |